# 帕維利恩 (紐約州)
帕維利恩（英語：Pavilion）是一個位於美國紐約州傑納西縣的鎮。

## 人口
根據2020年美國人口普查的數據，帕維利恩的面積為92.51平方千米，當中陸地面積為92.23平方千米，而水域面積為0.28平方千米。當地共有人口2290人，而人口密度為每平方千米25人。